# François de Franquetot de Coigny
François de Franquetot, I duca di Coigny (Coigny, 16 marzo 1670 – Parigi, 18 dicembre 1759), fu un nobile e maresciallo di Francia.

## Biografia
Nacque nel castello di Coigny, nei pressi di Coutances (in Normandia), dal conte Robert Jean Antoine de Franquetot de Coigny e da sua moglie, Marie-Françoise de Matignon. Suo zio era Charles-Auguste de Goyon-Matignon (maresciallo di Francia) ed era cugino del principe Giacomo I di Monaco.
Come suo padre iniziò una rapida carriera militare in giovane età, a 17 anni, nel corpo dei moschettieri. Nel 1687 prese parte alla campagna militare in Alsazia (presa di Philippsburg e di Mannheim), divenendo maestro di capo del Régiment Royal-Étranger cavalerie e seguendo, sempre in Germania, il maresciallo de Duras. Nel 1690, divenuto capitano del suo reggimento, fu posto al seguito dell'armata della Mosella sotto il marchese de Boufflers, venendo da quest'ultimo inviato a rinforzare le truppe del maresciallo di Lussemburgo e venendo ferito nel corso della battaglia di Fleurus (1º luglio 1690). Alle dimissioni di suo padre nel 1691, divenne maestro di capo, sempre nel Royal-Étranger. Prese parte alla Guerra di successione bavarese nel Palatinato nel 1693. Nel 1696 condusse la sua prima campagna militare in Italia.
Nel 1702 fu nominato generale di brigata, nel 1703 maresciallo di campo e nel 1709 tenente generale, ottenendo poco dopo anche la carica di gran balivo di Caen. Nel 1704 era divenuto inoltre ispettore di cavalleria.

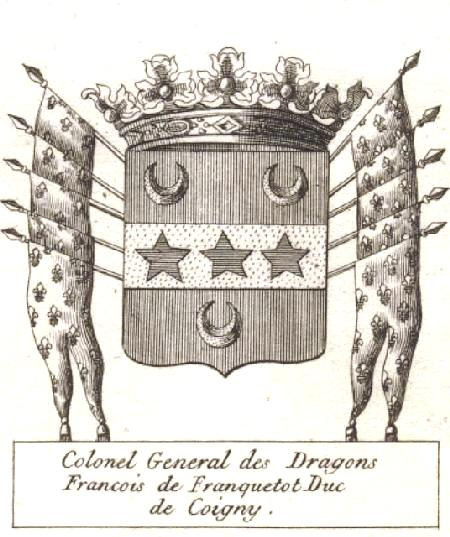
Le insegne del duca di Coigny come colonnello generale dei dragoni

Nel corso della Guerra di successione spagnola, si distinse soprattutto in Italia, combattendo in Piemonte e nella battaglia di Malplaquet. Vincitore nonostante una forte inferiorità numerica rispetto a Landrecies nel luglio del 1711, l'anno successivo con le sue abili manovre fu uno degli artefici della grande vittoria di Denain ottenuta dal maresciallo de Villars sul principe Eugenio di Savoia che salvò la Francia dall'invasione degli imperiali.
Durante il periodo della Reggenza, entrò nel Consiglio di Guerra nel 1718. A causa delle tensioni tra il reggente e Filippo V di Spagna, fu inviato a Madrid nel 1719 sotto il maresciallo Berwick e prese parte agli assedi di Fontarabie e San-Sebastian, venendo poi inviato in Catalogna. Nel 1725 assunse il governo del Principato di Sedan alla morte del maresciallo de Grancey.
Combatté con distinzione nella Guerra di successione polacca, ottenendo importanti vittorie contro gli austriaci a Colorno, a San Pietro e a Guastalla.
Nominato maresciallo di Francia nel 1734, durante la Guerra di successione austriaca sostituì il parigrado François-Marie de Broglie difendendo le posizioni francesi sul Reno. Nell'agosto del 1743 fu inviato in Alsazia per la difesa della regione, ma vi trovò disponibili solo truppe molto deboli con a capo il futuro maresciallo di Sassonia (11.000 uomini in tutto) con le quali impedire principe Carlo di Lorena di attraversare il Reno. Dopo aver svernato a Strasburgo, prese posizione a Huningue, quindi si diresse a nord verso Spira. Là lo sorprese la notizia del passaggio degli eserciti imperiali presso Lauterbourg. Per evitare di essere tagliato fuori dall'Alsazia, pur con forze in inferiorità numerica, combatté la battaglia di Wissembourg (5 luglio 1744). A novembre riuscì a prendere Friburgo e a smantellarne la fortezza. Svernò in Svevia e cessò di prestare servizio militare attivo dal 1745.
Con lettere patenti del febbraio 1747, fu creato duca di Coigny, dimettendosi nel 1756 in favore di suo nipote (suo figlio era morto nel 1748 in duello col principe di Borbone). Morì a Parigi il 18 dicembre 1759, all'età di novant'anni. Il suo cuore fu sepolto nella chiesa parrocchiale di Coigny.
Suo segretario personale fu il poeta Gentil Bernard che lo celebrò nei suoi versi.

## Vita privata
Il 4 dicembre 1699 sposò Henriette de Montbourcher du Bordage dalla quale ebbe quattro figli:
- Marie-Françoise Adélaïde (1700 - 17??)
- Jean, marchese de Coigny (1702 - 1748; ucciso in duello dal principe Luigi Augusto di Borbone)
- Charlotte-Bibiane (1703-1772)
- Elisabeth-Marie (29 agosto 1705 - ?)

Anche suo nipote François-Henri de Franquetot de Coigny sarà nominato maresciallo di Francia.

## Ascendenza
|                                                |                                  |                                            | Genitori                           |  |  | Nonni |  |  | Bisnonni                           |  |  | Trisnonni                          |  |
|                                                |                                  |                                            |                                    |  |  |       |  |  | 8. Antoine de Franquetot de Coigny |  |  | 16. Thomas de Franquetot de Coigny |  |
|                                                |                                  |                                            |                                    |  |  |       |  |  | 8. Antoine de Franquetot de Coigny |  |  | 16. Thomas de Franquetot de Coigny |  |
|                                                |                                  | 17. Françoise Le Tellier                   |                                    |  |  |       |  |  | 8. Antoine de Franquetot de Coigny |  |  |                                    |  |
| 4. Jean Antoine de Franquetot de Coigny        |                                  |                                            |                                    |  |  |       |  |  | 8. Antoine de Franquetot de Coigny |  |  |                                    |  |
|                                                |                                  | 9. Jeanne Léonore de Saint-Simon-Courtomer | 18. Artus de Saint-Simon-Courtomer |  |  |       |  |  |                                    |  |  |                                    |  |
|                                                |                                  | 9. Jeanne Léonore de Saint-Simon-Courtomer | 18. Artus de Saint-Simon-Courtomer |  |  |       |  |  |                                    |  |  |                                    |  |
|                                                |                                  | 9. Jeanne Léonore de Saint-Simon-Courtomer | 19. Léonore de Beauvoisien         |  |  |       |  |  |                                    |  |  |                                    |  |
| 2. Robert Jean Antoine de Franquetot de Coigny |                                  | 9. Jeanne Léonore de Saint-Simon-Courtomer |                                    |  |  |       |  |  |                                    |  |  |                                    |  |
|                                                |                                  | 10. Jacques Patry                          | 20. Jean Patry                     |  |  |       |  |  |                                    |  |  |                                    |  |
|                                                |                                  | 10. Jacques Patry                          | 20. Jean Patry                     |  |  |       |  |  |                                    |  |  |                                    |  |
|                                                |                                  | 10. Jacques Patry                          | 21. Marguerite Presnel             |  |  |       |  |  |                                    |  |  |                                    |  |
| 5. Madeleine Patry                             |                                  | 10. Jacques Patry                          |                                    |  |  |       |  |  |                                    |  |  |                                    |  |
|                                                |                                  | 11. Renée de Renty                         | 22. Jacques de Renty               |  |  |       |  |  |                                    |  |  |                                    |  |
|                                                |                                  | 11. Renée de Renty                         | 22. Jacques de Renty               |  |  |       |  |  |                                    |  |  |                                    |  |
|                                                |                                  | 11. Renée de Renty                         | 23. Françoise Nantier              |  |  |       |  |  |                                    |  |  |                                    |  |
| 1. François de Franquetot de Coigny            |                                  | 11. Renée de Renty                         |                                    |  |  |       |  |  |                                    |  |  |                                    |  |
|                                                | 12. Charles de Goyon de Matignon | 24. Jacques II de Goyon de Matignon        |                                    |  |  |       |  |  |                                    |  |  |                                    |  |
|                                                | 12. Charles de Goyon de Matignon | 24. Jacques II de Goyon de Matignon        |                                    |  |  |       |  |  |                                    |  |  |                                    |  |
|                                                | 12. Charles de Goyon de Matignon | 25. Françoise de Daillon                   |                                    |  |  |       |  |  |                                    |  |  |                                    |  |
| 6. François Goyon de Matignon                  | 12. Charles de Goyon de Matignon |                                            |                                    |  |  |       |  |  |                                    |  |  |                                    |  |
|                                                |                                  | 13. Éléonore d'Orléans-Longueville         | 26. Léonor d'Orléans-Longueville   |  |  |       |  |  |                                    |  |  |                                    |  |
|                                                |                                  | 13. Éléonore d'Orléans-Longueville         | 26. Léonor d'Orléans-Longueville   |  |  |       |  |  |                                    |  |  |                                    |  |
|                                                |                                  | 13. Éléonore d'Orléans-Longueville         | 27. Marie de Bourbon-Saint-Pol     |  |  |       |  |  |                                    |  |  |                                    |  |
| 3. Marie Françoise de Goyon de Matignon        |                                  | 13. Éléonore d'Orléans-Longueville         |                                    |  |  |       |  |  |                                    |  |  |                                    |  |
|                                                |                                  | 14. Charles II Claude Malon de Bercy       | 28. Charles I Malon de Bercy       |  |  |       |  |  |                                    |  |  |                                    |  |
|                                                |                                  | 14. Charles II Claude Malon de Bercy       | 28. Charles I Malon de Bercy       |  |  |       |  |  |                                    |  |  |                                    |  |
|                                                |                                  | 14. Charles II Claude Malon de Bercy       | 29. Marie Rousselin                |  |  |       |  |  |                                    |  |  |                                    |  |
| 7. Anne Malon de Bercy                         |                                  | 14. Charles II Claude Malon de Bercy       |                                    |  |  |       |  |  |                                    |  |  |                                    |  |
|                                                |                                  | 15. Catherine Habert de Montmort           | 30. Louis Habert de Montmart       |  |  |       |  |  |                                    |  |  |                                    |  |
|                                                |                                  | 15. Catherine Habert de Montmort           | 30. Louis Habert de Montmart       |  |  |       |  |  |                                    |  |  |                                    |  |
|                                                |                                  | 15. Catherine Habert de Montmort           | 31. Marie Rubentel                 |  |  |       |  |  |                                    |  |  |                                    |  |
|                                                |                                  | 15. Catherine Habert de Montmort           |                                    |  |  |       |  |  |                                    |  |  |                                    |  |

## Araldica
|  |

|  |